# M.I.Q.
『M.I.Q.』（エム・アイ・キュー）は、原作：マスヤマコム（クロパンダ）、漫画：浅井信吾、構成協力：富田かおりによる日本の漫画作品。『週刊少年マガジン』（講談社）にて2004年32号から2005年9号まで連載された。単行本は全3巻。デイトレード中心のマネー教育漫画。

## 概要
本作は、デイトレードを教える2004年32号 - 48号が「第一部」、ビジネスの起業を教える51号 - 2005年9号が「第二部」という扱いになっている。
第一部では、これからの日本人の生活が危機的な状況になりつつある事、その上でそこから抜け出すための方法…などを伝えている。また、ローソク足・移動平均線など、チャートについての基本を教えてくれる。
第二部では、起業したレストランのアルバイトとして働く中で、繁盛しているはずの店が、実は非常に危うい経営をしている事を指摘され、これを真の成功に結び付けるため、アイデアを出していく様が描かれている。

## 登場人物
三浦アキラ（コンビニ）
コンビニでバイトをしている高校2年生。特に長所もなく、成績も悪い。思い過ごしからの失敗行動が多い。あだ名はコンビニ（新太が命名）。優れたパターン認識能力を持ち、グラフ（チャート）から、直感的に「何か」を感じ取れる能力に長けている。
小田ナオコ
帰国子女の高校2年生。明るく素直で強烈な天然ボケの、典型的なヒロインである。ビジネス起業において、さりげない点にまで気づく資質を持っている。
八木トモヒコ
弁護士を目指している高校2年生。頭でっかちな優等生だが、常に論理的に考え発言している。新太の授業に反発しながらも、他の生徒同様次第に彼に惹かれていく。リスク管理能力に長け、パソコンを駆使して情報解析を担当する。
黒場新太
サーファーでデイトレーダー。突然、主人公の高校に教師として転任して来て、デイトレードの授業を行う。決めゼリフは「ルールが変わったんだよ」。黒場新太のネーミングは、原作者のマスヤのハンドルネーム「クロパンダ」をもじっている。
和渕初治
新太の師匠。新太にデイトレードを教えた。合気道を体得している。和渕初治のネーミングは、投資教育で有名なDay Trade Net社の馬渕一をもじっている。